# Gang of Youths
Gang of Youths ist eine australische Indie-Rock-Band aus Sydney. Bekannt sind sie vor allem für ihre Nummer-eins-Alben Go Farther in Lightness aus dem Jahr 2017 und Angel in Realtime von 2022.

## Bandgeschichte
Nach der Schulzeit schloss sich Sänger David Leʻaupepe mit vier befreundeten Musikern zusammen und gründete die Gang of Youths. Weitere Mitglieder waren Leadgitarrist Joji Malani, Bassist Max Dunn, Keyboarder Junk Kim und Schlagzeuger Sam O’Donnell, der wenig später durch Donnie Borzestowski ersetzt wurde. Bereits mit ihrer ersten Single Evangelists schafften sie es ins Radio.
Für ihr erstes Album The Positions verarbeitete Leʻaupepe, der auch Songwriter der Band ist, persönliche Erlebnisse mit der Lungenkrebserkrankung seiner Verlobten. Sie erholte sich, doch die Ehe hatte keinen Bestand. Noch im selben Jahr machten sie erste Aufnahmen mit US-Produzent Kevin McMahon (Titus Andronicus u. a.) in New York und stellten das Album im Jahr darauf zuhause fertig. Als gefragte Vorband traten sie im Tourprogramm von Vampire Weekend, Foster the People und dem Manchester Orchestra auf und hatten einen eigenen Auftritt bei South by Southwest in Texas.
The Positions erschien im April 2015 bei Sony und brachte sie auf Anhieb in die Top 5 der australischen Charts. Das Album erreichte Goldstatus und der Song Magnolia verhalf ihnen zu ihrer ersten Platin-Auszeichnung. Bereits ein Jahr später folgte die EP Let Me Be Clear mit Liedern, die bei der Entstehung des Debütalbums übrig geblieben waren.
2017 legten Gang of Youths ihr zweites Studioalbum vor, das wieder an die Biografie des Sängers angelehnt war. Im September des Jahres erschien Go Farther in Lightness und stieg auf Platz 1 der Charts ein. Das Album bekam wieder Gold und drei Songs erreichten Platin, Let Me Down Easy sogar 2-fach-Platin und die erste Platzierung in den Singlecharts. Internationale Veröffentlichungen in den USA und England blieben weitgehend erfolglos bis auf den Song The Heart Is a Muscle, der ein kleinerer Radioerfolg in den USA war. In Australien brachte es der Band dagegen den ganz großen Erfolg und brachte ihr vier ARIA Awards. Den wichtigsten australischen Musikpreis bekamen sie für das Album/Rock Album/die Produktion des Jahres sowie als beste Band des Jahres, vier weitere Male waren sie nominiert.
Im Sommer 2018 nahmen Gang of Youths ein MTV-Unplugged-Album in Melbourne auf, das in den Charts auf Platz 5 kam. Danach folgten Ankündigungen für ein drittes Studioalbum, aber der Abschied von Gitarrist Joji Malani, der durch Tom Hobden (ehemaliges Mitglied von Noah and the Whale) ersetzt wurde und die COVID-19-Pandemie führten zur Verschiebung. Angel in Realtime erschien Anfang 2022 und brachte sie nicht nur zum zweiten Mal auf Platz 1 in ihrer Heimat, sondern auch auf Platz 10 der britischen Charts.

## Diskografie

### Alben
| Jahr | Titel                             | Höchstplatzierung, Gesamtwochen, AuszeichnungChartplatzierungen (Jahr, Titel, Platzierungen, Wochen, Auszeichnungen, Anmerkungen) | Höchstplatzierung, Gesamtwochen, AuszeichnungChartplatzierungen (Jahr, Titel, Platzierungen, Wochen, Auszeichnungen, Anmerkungen) | Anmerkungen |
| Jahr | Titel                             | AU | UK | Anmerkungen |
| ---- | --------------------------------- | --- | --- | ----------- |
| 2015 | The Positions                     | AU5 Gold · (9 Wo.)AU | — |             |
| 2016 | Let Me Be Clear                   | AU2 (3 Wo.)AU | — | EP          |
| 2017 | Go Farther in Lightness           | AU1 Platin · (48 Wo.)AU | — |             |
| 2018 | MTV Unplugged (Live in Melbourne) | AU5 (1 Wo.)AU | — |             |
| 2022 | Angel in Realtime                 | AU1 (5 Wo.)AU | UK10 (1 Wo.)UK |             |

### Lieder
| Jahr | Titel Album                              | Höchstplatzierung, Gesamtwochen, AuszeichnungChartsChartplatzierungen (Jahr, Titel, Album, Platzierungen, Wochen, Auszeichnungen, Anmerkungen) | Anmerkungen |
| Jahr | Titel Album                              | AU | Anmerkungen |
| ---- | ---------------------------------------- | --- | ----------- |
| 2018 | Let Me Down Easy Go Farther in Lightness | AU49 ×2Doppelplatin · (1 Wo.)AU |             |
| 2021 | The Angel of 8th Ave. Angel in Realtime  | AU48 (1 Wo.)AU |             |

Weitere Lieder
- Evangelists (2013)
- Riverlands (2014)
- Poison Drum (2014)
- Benevolence Riots (2014)
- Radioface (2015)
- Magnolia (2015, Platin)
- Strange Diseases (2016)
- What Can I Do If the Fire Goes Out? (2017, Platin)
- Atlas Drowned (2017)
- The Deepest Sighs, the Frankest Shadows (2017, Platin)
- Heroes (2017)
- Say Yes to Life (2017)
- The Heart Is a Muscle (2017, Gold)
- Still Unbeaten Life (live, 2018)
- Fear and Trembling (live, 2018)

## Auszeichnungen
- ARIA Awards 2017[3]
  - Album of the Year für Go Farther in Lightness
  - Best Group
  - Best Rock Album für Go Farther in Lightness
  - Producer of the Year für Go Farther in Lightness